# روبن جنكينز
روبن جنكينز (بالإنجليزية: Robin Jenkins)‏‏ (11 سبتمبر 1912 - 24 فبراير 2005 ) روائي من المملكة المتحدة.

## الجوائز
- نيشان الامبراطورية البريطانية من رتبة ضابط